# Мар'ївка (Іларіонівська селищна громада)
Ма́р'ївка — село в Україні, у Синельниківському району Дніпропетровської області. Входить до складу Іларіонівської селищної громади. Населення за переписом 2001 року становить 426 осіб.
19 липня 2020 року, в результаті адміністративно-територіальної реформи та ліквідації   Синельниківського (1923—2020) району, село увійшло до складу новоутвореного Синельниківського району.

## Географія
Село Мар'ївка знаходиться на березі річки Ворона, нижче за течією на відстані 0,5 км розташоване село Мар'їнка. За 0,5 км від села розташоване селище Шахтарське. Поруч проходить автомобільна дорога М18 (E105).

## Населення

### Мова
Розподіл населення за рідною мовою за даними перепису 2001 року:
| Мова            | Кількість | Відсоток |
| --------------- | --------- | -------- |
| українська      | 377       | 88.49%   |
| російська       | 47        | 11.03%   |
| румунська       | 1         | 0.24%    |
| інші/не вказали | 1         | 0.24%    |
| Усього          | 426       | 100%     |

## Історія
- На території хутора Запорожця досліджено поселення та поховання доби бронзи (II — початок І тисячоліття до Р. Х.).
- Село виникло в кінці XVIII століття на основі козацького зимівника У складі Самарської паланки.
- В 1873 році село Коростяве перейменовано в село Мар'ївка.
- В 1973 році села Петрівка і Мар'ївка були об'єднані в село Мар'ївка.
- До 2017 року орган місцевого самоврядування - Мар'ївська сільська рада.

## Об'єкти соціальної сфери
- Фельдшерський пункт.
- Клуб.

## Пам'ятки
Біля села знаходиться іхтіологічний заказник місцевого значення Балка Ворона.

## Інтернет-посилання
- Погода в селі Мар'ївка [Архівовано 20 грудня 2011 у Wayback Machine.]